# Moord op Michelle Herndon
De moord op Michelle Herndon was een daad die op 8 november 2005 werd gepleegd in Gainesville, een stad in het noorden van de Amerikaanse staat Florida door de anesthesist Oliver Travis O'Quinn, die voor het universitaire ziekenhuis UF&Shands werkte.

## Michelle Herndon
Michelle Herndon uit Live Oak was een 24-jarige studente aan de Suwannee County High School, waar ze bijna ging afstuderen. Om haar studie te betalen werkte ze bij Gainesville Health & Fitness, een fitnesscentrum in Gainesville. Ze leed aan een chronische migraine.

## Moord
Toen Herndon was gevonden, lag ze met haar gezicht naar beneden en met haar linkerarm onder haar lichaam. In eerste instantie was er niet veel aan haar te zien, maar bij de autopsie bleek dat ze in haar linkerarm een kleine wonde had. Ze had echter geen bloed gegeven of gekregen. Bij het vuilnis werden een flesje propofol en een naald gevonden. Later bleek dat Herndon hiermee was vermoord.
Via het medicijn kwam het onderzoek terecht bij UF&Shands. Ook kon worden achterhaald, dat de medicijnen door O'Quinn waren aangevraagd. Het DNA van O'Quinn kwam overeen met het DNA dat op het dopje van de spuit was gevonden. Dat had hij met de tanden van de spuit getrokken. De moord op Michelle Herndon was de eerste moordzaak waarbij propofol is gebruikt. (Later, in 2009, overleed ook Michael Jackson aan een overdosis propofol.)
O'Quinn zou jaloers zijn geweest omdat Herndon al een vriendje had, waarmee ze was verloofd. Bovendien zou zij zich een keer laatdunkend over O'Quinn hebben uitgelaten. Dat maakte dat hij haar had willen vermoorden. Hij gebruikte de smoes dat hij haar zou helpen wanneer ze een migraineaanval kreeg. Daardoor kreeg hij de mogelijkheid haar het medicijn in te spuiten.
Een dag na de moord had O'Quinn ontslag genomen bij zijn ziekenhuis en was naar Ierland gevlucht. In 2006 kon hij worden opgepakt in Senegal. Eenmaal uitgeleverd aan de Verenigde Staten werd O'Quinn tot levenslang veroordeeld, zonder mogelijkheid op vervroegde vrijlating.